# بزرگراه شهید دوران
بزرگراه شهید عباس دوران با نام پیشین بزرگراه اسبدوانی و با شماره بزرگراه ۴۱ یکی از بزرگراه‌های تهران است که جهت شمالی-جنوبی دارد. این بزرگراه که در شرق تهران واقع شده، از خیابان دماوند در چهارراه تهرانپارس آغاز شده و به بزرگراه یاسینی منتهی می‌شود.
این بزرگراه از تقاطع خیابان دماوند واقع در ضلع جنوبی چهار راه تهرانپارس آغاز که به‌صورت پل روگذر از بزرگراه شهید یاسینی در کنار بوستان سرخه حصار امتداد یافته و پس از طی بیش از چهار کیلومتر و عبور مجدد از پل روگذر بزرگراه شهید یاسینی در حوالی میدان میوه و تره بار پیروزی به محله تهران نو متصل می‌شود ولی مسیر ورودی جنوب به شمال از بزرگراه شهید یاسینی منشعب می‌شود. این بزرگراه قبل از ساخت بزرگراه شهید یاسینی به ابتدای بزرگراه بسیج و خیابان پیروزی حوالی میدان سابق شهید کلاهدوز که هم‌اکنون تقاطع غیر همسطح شده، متصل می‌شد.

## تقاطع‌ها
| از شمال به جنوب   | از شمال به جنوب            | از شمال به جنوب |
| ----------------- | -------------------------- | --------------- |
| چهارراه تهرانپارس | خیابان دماوند              |                 |
|                   | بزرگراه یاسینی             |                 |
| دوربرگردان        |                            |                 |
|                   | پارک جنگی سرخ حصار         |                 |
| دوربرگردان        |                            |                 |
|                   | شهرک زینبیه                |                 |
| دوربرگردان        |                            |                 |
| میدان مهتدی       | خیابان خاقانی کاخ فرح آباد |                 |
|                   | بزرگراه یاسینی             |                 |
| از جنوب به شمال   |                            |                 |

## نام‌گذاری
بزرگراه شهید دوران به افتخار خلبان ایرانی، عباس دوران نام‌گذاری شده‌است. وی در جریان جنگ ایران و عراق، جنگنده فانتوم خود را پس از مورد اصابت قرار گرفتن توسط موشک‌های ضدهوایی عراق، به هتل محل برگزاری کنفرانس سران غیرمتعهدها در بغداد کوبید و با این کار موجب شد تا با ناامن جلوه‌دادن بغداد، برگزاری اجلاس از بغداد به دهلی نو منتقل شود.

## اماکن مهم
ستاد مرکزی نیروی دریایی سپاه پاسداران در این بزرگراه قرار دارد.